# 洛哈鲁
洛哈鲁（Loharu），是印度哈里亚纳邦皮瓦尼县的一个城镇。总人口11421（2001年）。

## 人口
该地2001年总人口11421人，其中男性5993人，女性5428人；0—6岁人口1934人，其中男1026人，女908人；识字率55.42%，其中男性为66.08%，女性为43.66%。